# EasyGroup
O easyGroup é um conglomerado de serviços fundado em 1999 por Stelios Haji-Ioannou. O princípio das empresas “easy” é prestar serviços por preços acessíveis ao oferecê-los sem facilidades consideradas supérfluas. 

## História
A primeira empresa a usar o prefixo “easy” foi a easyJet, criada em 1995.

## Empresas
- easyInternetcafé
- easyCar
- easyMoney
- easyCinema
- easyCinema DVD Rental
- easyBus
- easy4men
- easyPizza
- easyMusic
- easyCruise
- easyValue
- easy.com
- easyJobs
- easyHotel
- easyWatch
- easyTelecom
- easyCafe
- easyEnergy
- easyJet
- easyFoodstore, supermercado "low cost", que abriu portas em Londres em 2 de fevereiro de 2015, teve de fechar portas dois dias depois por se terem esgotado todos os produtos à venda.